# إتش بي. هولينز
إتش بي. هولينز (بالإنجليزية: H. B. Hollins)‏ هو خبير مالي أمريكي، ولد في 5 سبتمبر 1854 في نيويورك في الولايات المتحدة، وتوفي بنفس المكان في 24 فبراير 1938.